# 康定冬青
康定冬青（学名：Ilex franchetiana）为冬青科冬青属的植物。分布在缅甸以及中国大陆的贵州、四川、湖北、云南、西藏等地，生长于海拔1,850米至2,850米的地区，常生于山地阔叶林中以及杂木林中，目前已由人工引种栽培。

## 别名
范氏冬青（峨眉植物图志），山枇杷（中国高等植物图鉴），黑皮紫条（云南镇雄）

## 异名
- Ilex franchetiana Loes. var. parvifolia S. Y. Hu